# Лехітські мови

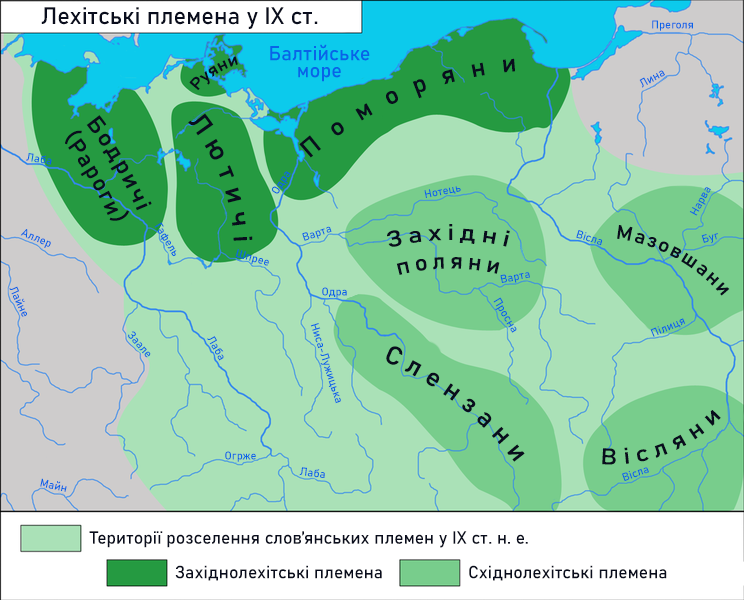
Мапа розселення лехітських племен

Лехітські мови — секція західнослов'янських мов, що містить три живі мови в Центральній Європі, головно в Польщі, а історично також у Брандербурзі, Мекленбурзі та Західній Померанії, тобто на північному сході Німеччини. Лехитські мови існували на території, де мешкали лехітські племена.
До лехітських мов належать:
- Польська — (ISO 639-1 код: pl, ISO 639-2 код: pol)
- Померанська
  - Кашубська — (ISO 639-2 код: csb)
  - Словінська †
- Сілезька (ISO 639-3 код: szl)
- Полабська † — (SIL код: pox)

Рисами лехітських мов є:
- Мутація праслов'янських ě, e, ę перед альвеолярними приголосними (звук, під час вимовляння якого язик торкається до піднебіння біля альвеол) в a, o, ą, ǫ.
- Перехід праслов'янських dj, gě, gi у dz [ʒ], dze [ʒe], dzy [ʒj].
- Відсутність переходу g → h.
- Наявність носових голосних.
- так зване четверте пом'якшення задньопіднебінних звуків у польській та кашубській мовах.

Термін лехітський походить від старої назви *lěchy для лехітських народів (на відміну від *čěchy, яке стосується до чехів).